# Hail of Bullets
Hail of Bullets (в переводе с англ. — «Град Пуль») — голландская дэт-метал группа, образованная в 2006 году.
Лирика песен группы посвящена теме Второй Мировой Войны. Три альбома группы были выпущены на Metal Blade Records. Hail Of Bullets образовались в конце 2006 года, когда гитаристу Стефану Гебеди (Stephan Gebédi), а также вокалисту Мартину Ван Друнену (Martin van Drunen), ударнику Эду Уорби (Ed Warby), басисту Тео ван Ээкелену (Theo van Eekelen) и гитаристу Полу Байнесу (Paul Baayens) пришла в голову идея о создании группы, в жанре дэт-метал «старой школы». Каждый из участников привнес в музыку группы оттенки звучания тех групп, в которых они играли прежде, таких как Asphyx, Gorefest, Thanatos and Houwitser. После последовали продолжительные сессии, обсуждения о будущем звучании группы и как следствие общие пьянки, на которых было решено играть настоящий дэт-метал в духе Autopsy, Massacre, Bolt Thrower, ранний Death, а также Celtic Frost.
Метал полился как из рога изобилия, и за несколько месяцев было написано достаточно материала для полноценного альбома. В июле 2007 года ребята решили записать промо CD, состоящий из четырех песен. Гуру шведского дэт-метала, Dan Swanö спродюсировал запись на собственной студии «Unisound Studios» и результат не замедлил сказаться.
На Metal Blade Records без колебаний подписали контракт с группой, на запись дебютного альбома …Of Frost And War, который был записан в мае 2008 года. Грохочущие барабаны, рычащие гитары и грозный вокал, с лирикой о битвах на Восточном фронте во Вторую мировую войну, сделали альбом очень влиятельным. Реакция прессы и фанов была потрясающей, последовали приглашения выступить на многих фестивалях и шоу по всей Европе.
За дебютным альбомом последовал шеститрековый мини-альбом, под названием Warsaw Rising, выпущенный в июле 2009 года. Он включал в себя две совершенно новые песни, кавер версию на песню Destroyer, Twisted Sister, а также три концертные песни с выступления в 2008 году, на фестивале Party.San Open Air festival. Последовали очередные гастроли, в ходе которых группа впервые выступила в США, на Maryland Deathfest, в 2009 году.
В начале 2010 года группа начала работу на вторым полноценным альбомом, в очередной раз посвященным теме войны. Вокалист и автор песен Martin van Drunen выбрал новую концепцию альбома, посвященную рассвету и падению Японской империи. Мик Коопман оформил обложку нового альбома, который был спродюсирован Эдом Уорби, а микширование как и прежде прошло через руки вездесущего Дана Сванё.
On Divine Winds был выпущен в октябре 2010 года, и снова реакция была ошеломляющей. Альбом даже попал в немецкие чарты, а также был назван альбомом месяца, различными популярными журналами, такими как Rock Hard (Germany), Legacy (Germany), и Terrorizer (UK).
В 2011 году группа выступила на многих престижных летних фестивалях Европы, таких как Hellfest, Wacken Open Air, Summer Breeze, Party.San, Brutal Assault и на многих других. Также группа выступила на Maryland Deathfest во второй раз.
Во второй половине 2012 года группа приступила к работе над материалом для нового, третьего полноценного альбома.

## Состав
- Соло-гитарист Стефан Гебеди (ex- Phanatos, Legion, Second Hell).
- Вокалист Мартин ван Друнен (ex- Pestilence, Bunkur, Bolt Thrower, Comecon, Asphyx).
- Гитарист Пол Байнес (ex- Asphyx, Cremation, Phanatos).
- Бас-гитарист Тео ван Ээкелен (ex- Judgement Day, Phanatos).
- Барабаны Эд Уорби (ex-Gorefest).

## Дискография

### …Of frost and war…(О морозе и войне) 2008
Каждая песня соответствует своему периоду Второй мировой войны (они приведены в скобках). Альбом был приурочен к 9 мая 2008 года. Барабаны и вокал записывались в Роттердаме, а доводка производилась шведским музыкантом и звукорежиссером Даном Сванё в его студии в Стокгольме.
1. «Перед бурей» (операция «Барбаросса»)
2. «Выступление на Восток», англ. Ordered Eastward (Drang nach Osten
3. «Резня на Ладоге» (Прорыв немцев к Ленинграду осенью 1941-го)
4. «General winter» (Битва за Москву)
5. «Снова в наступление» (Сражение за Кавказ на горе Эльбрус)
6. «Ночные ведьмы», нем. Nachthexen (о налётах женского 588-го авиаполка на фашистские позиции).
7. «„Красные волки“ Сталина» (партизаны)
8. «Жестокая атака (19 ноября 1942, 7.30)», англ. The Crucial Offensive (контрнаступление Красной Армии под Сталинградом)
9. «Сталинград» (продолжение битвы перед битвой на Курске)
10. «Глупые приказы» (Гитлеровские приказы) — бонус трек
11. «Ад в Карпатских горах»
12. «Берлин» (Взятие Берлина)

### Warsaw Rising 2009
Альбом повествует о Варшавском восстании.

### On Divine Winds 2010
Темой альбома служит участие Японии во Второй Мировой войне.

### III The Rommel Chronicles 2013
Сюжет альбома представляет о хрониках Эрвина Роммеля главнокомадующего 7-танковой дивизии